# Білоозеровка
Білоозе́ровка (рос. Белоозёровка, башк. Белоозеровка) — присілок у складі Гафурійського району Башкортостану, Росія. Входить до складу Білоозерської сільської ради.
Населення — 28 осіб (2010; 42 в 2002).
Національний склад:
- росіяни — 50%